# Нащокины
Нащо́кины — русский древний дворянский род, из Тверских бояр.
При подаче документов (22 мая 1686) для внесения рода в Бархатную книгу, была предоставлена совместная родословная роспись Нащокиных и Ординых-Нащокиных.
Род внесён в VI часть родословной книги Московской губернии.
Другой род Нащокиных, восходящий к началу XVII века, внесён в VI часть родословной книги Псковской губернии. Есть также ещё один род Нащокиных, более позднего происхождения.

## Происхождение и истории рода
Родоначальник рода, по семейному преданию — выходец из Италии, прибывший в Тверь к великому князю Александру Михайловичу Тверскому, князь и владетель Дукс Величка, при крещении названный Дмитрием, прозвище «Красной». Потомки его служили боярами, наместниками, стольникамии, и в иных знатных чинах. Некоторые были государевыми послами, и жалованы поместьями. Всё это доказывается справками архивов: разрядного, Коллегии иностранных дел, Вотчинного департамента и родословной Нащокиных.
В поколенной росписи, поданной в Палату родословных дел (22 мая 1686) и подписанной восемью Нащокиными и четырьмя Ордыными-Нащокиными, записано, что родоначальник их дома, «муж честен» Величко Дукс (Dux, то есть Герцог, по-русски — князь и владетель) Итальянской земли, выехал в Тверь к великому князю Александру Михайловичу (1327). В Твери Величко, приняв греко-российское исповедание, был наречён Дмитрием и получил прозвание Красного.
Его сын, тверской боярин Дмитрий Дмитриевич, был ранен саблей по щеке в бою тверичан с ханским послом Щелканом (Шевкалом) (1327), вследствие чего и получил прозвище «Нащока». По смерти великого князя Александра Михайловича и по кончине своего отца, Дмитрий Нащока переехал из Твери в Москву, и служил великому князю Симеону Иоанновичу Гордому. От того же родоначальника происходят рода Безниных, Олферьевых и Ординых-Нащокиных, ныне угасшие.
Андрей Филиппович Нащокин-Орда убит под Оршей (08 сентября 1514). Нащокины: Василий Фёдорович посланник в Польше (1553), Семён Фёдорович голова в Большом полку (1556), Фёдор Фёдорович убит под Орешком (1556), Дмитрий Фёдорович голова войск (1563—1565), Алексей Фёдорович голова войск в Феллини (1564), Афанасий Фёдорович Нащокин-Злоба, наместник в Изборске (1569) и взят в плен ливонцами (1599). Петр Афанасьевич Нащокин воевода на Двине (1584) и основал город Архангельск.
Григорий Афанасьевич Нащокин посланник царя Фёдора Ивановича в Константинополь ко двору султана Мурада III (1592—1593), Иван Афанасьевич посол в Грузию (ум. 1601).

Фёдор Андреевич Нащокин, в Смутное время, во времена Лжедмитрия участвовал в грабежах с литовцами и был убит в Вологде (1608). Григорий Богданович Нащокин, посланник в Дании. Василий Александрович Нащокин (1707—1760), генерал-лейтенант, оставил после себя записки, изданные в 1842 году. 

## Описание герба
По А. Б. Лакиер: Его герб напоминает многие гербы древнейших фамилий Италии: в голубом поле изображен сидящий на золотом стуле нагой муж (по всем приметам это Юпитер), имеющий в руке серебряные стрелы, у ноги его чёрный орёл; по сторонам щита, в верхней его части, видно по золотой музыкальной трубе. В нашлемнике три страусовых пера между двумя трубами (Герб. III, 14).

## Владельцы Семёновского
- Нащокин, Пётр Фёдорович (1733—1809) — опекун Московского воспитательного дома, владелец усадьбы Рай-Семёновское на берегу Нары.
- Нащокин, Александр Петрович (1758—1838) — сын предыдущего, тайный советник, действительный камергер, затем гофмаршал; его внебрачные дети носили фамилию «Нарские» (от реки Нары)
- Нащокин, Пётр Александрович (1793—1864) — сын предыдущего, служил в лейб-гвардии Кирасирском полку.
- Нащокин, Павел Александрович (1798—1843) — брат предыдущего, полковник лейб-гвардии Гусарского полка, затем действительный статский советник.

## Владельцы Шишкина
- Нащокин, Василий Александрович (1707—1760) — генерал-поручик, мемуарист.
- Нащокин, Воин Васильевич (1742—1804) — сын предыдущего, генерал-поручик, владелец усадьбы Шишкино.
- Нащокин, Павел Воинович (1801—1854) — сын предыдущего, один из близких друзей А. С. Пушкина, собиратель картин и древностей.

## Известные представители
- Нащокин Григорий — воевода в Ельце (1602).
- Нащокин Борис Иванович — воевода в Тобольске (1608—1609), Нижнем-Новгороде (1614—1619) (два раза), Воронеже (1620), Астрахани (1632—1635), 1-й воевода в Нижнем-Новгороде (1642).
- Нащокин Петр Степанович — воевода в Сольвычегодске (1610), Перми (1612).
- Нащокин Андрей Ратаевич — воевода в Иосифове (Волокаламский монастырь) (1616—1617).
- Нащокин Фёдор Иванович — воевода в Новосиле (1619), Кузнецке (1631 и 1633).
- Нащокин Семен Борисович — воевода в Галиче (1621).
- Нащокин Андрей Иванович — воевода в Порхове (1624—1626).
- Нащокины: Воин Федорович, Михаил Борисович, Никифор Осипович, Петр Андреевич Семен Иванович, Федор Петрович — стольники патриарха Филарета (1627—1629).
- Нащокин Григорий Борисович — московский дворянин (1627—1658), думный дворянин (1658).
- Нащокин Василий Андреевич — воевода в Гдове (1643—1647).
- Нащокин Никифор Никитич — стряпчий с платьем (1627—1629), стольник (1629—1668), воевода в Севске (1643—1645), Трубчевске (1647—1648), Вязьме (1663), Саранске (1667).
- Нащокин Иов Иванович — воевода в Заонежских погостах (1646).
- Нащокин Никифор Осипович — воевода в Коротояке (1649), Томске (1652—1656).
- Нащокин Константин Воинович — воевода в Ряжске (1651).
- Нащокин Афанасий Лаврентьевич (Ордын) — воевода в Куконосе (1656), думный и московский дворянин (1658).
- Нащокин Семен Владимирович — воевода в Нарыме (1656).
- Нащокин Константин Устинович — воевода в Костроме (1657), Великих-Луках (1662—1663), Вологде (1668).
- Нащокин Максим Иванович (Ордын) — воевода в Кевроле и Мезени (1659), Нижнем-Новгороде (1668—1669).
- Нащокин Богдан Иванович (Ордын) — думный дворянин, воевода в Юрьеве-Ливонском (1660), Полоцке (1664—1665), Вятке (1668), Олонце в (1672—1675), на Двине (1680—1681).
- Нащокин Алексей Тимофеевич — воевода в Кольском остроге (1673—1674).
- Нащокин Иван Федорович — воевода в Великих-Луках (1677—1679).
- Нащокин Пётр Андреевич — походный дворянин московский царицы Натальи Кирилловны (1677).
- Нащокин Воин Афанасьевич — (Ордын) — стольник, воевода в Галиче (1678)[11].
- Нащокины: Алексей и Андрей Фёдоровичи, Михаил Иванович — стольники царицы Прасковьи Федоровны (1686—1692)[12].
- Нащокин Федор Александрович — статский советник (??? — 1760). Похоронен в Высоко-Петровском монастыре. Дата смерти — 3 августа 1760 года по старому стилю.